# 다카조 아키
다카조 아키(일본어: 高城 亜樹, 1991년 10월 3일 ~ )는 일본의 아이돌이며, 여성 아이돌 그룹 전 AKB48 팀K의 멤버이다.
도쿄도 출신이며, Is.field 소속이다.

## 내력
2008년
- 《AKB48 제3회 연구생(6기생) 오디션》에 합격. 8월 23일, 히비야 야외 대음악당에서 개최된 콘서트 《라이브 DVD는 나올 것이지만, 역시 생이 제일이지! AKB48 여름 축제》에서 첫 스테이지 출연, 동년 10월 19일의 《팀A 5th Stage 〈연애 금지 조례〉》 공연 첫날에 코지마 하루나의 언더로서 극장 공연에 첫 출연 했다. 그리고, 극장 공연 데뷔로부터 71일 후인 동년 12월 29일에, 연구생으로부터 구 팀A로의 승격이 발표되었다(연구생으로부터의 승격으로써는, 최고 속도 기록).

2009년
- 6월부터 7월에 걸쳐 실시된 《AKB48 13th 싱글 선발 총선거 〈신에게 맹세코 진심입니다〉》에서는 23위로, 언더 걸즈에 들어갔다.
- 12월 7일의 팀A 공연에서 비스킷 엔터테인먼트(와타나베 엔터테인먼트 산하)로의 이적이 발표되었다.

2010년
- 2nd 앨범 《최고의 곡들》에서는 당시 선발 멤버 미경험이면서도 통상반의 자켓 사진 멤버로 발탁되어 16th 싱글 《포니테일과 슈슈》에서는 처음으로 선발 멤버로 선출되었다.
- 5월부터 6월에 걸쳐 실시된 《AKB48 17th 싱글 선발 총선거 〈어머니께 맹세코, 진심입니다〉》에서는 13위로, 싱글 선발이 되었다.
- 6월 28일, 팀B 5th Stage 〈시어터의 여신〉 공연에서, 같은 사무소 소속의 팀B 카시와기 유키, 팀A(당시) 쿠라모치 아스카와 〈프렌치 키스〉 결성을 발표.
- 9월 8일에 〈프렌치 키스〉 명의로 데뷔 싱글 〈훨씬 전부터〉를 발매.
- 9월 21일에 개최된 《AKB48 19th 싱글 선발 가위바위보 대회》에서는 8위로, 미디어 선발이 되었다.

2011년
- 5월부터 6월에 걸쳐 실시된 《AKB48 22nd 싱글 선발 총선거 〈금년도 진심입니다〉》에서는 12위로, 미디어 선발이 되었다[1].

2012년
- 3월 1일, Google+의 아키모토 야스시의 투고에 있어 구플 선발이 발표되어, 구플 선발이 된다.
- 5월, 카시와기·쿠라모치·오오야 시즈카·사토 나츠키와 함께 와타나베 엔터테인먼트로 이적.
- 5월부터 6월에 걸쳐 실시된 《AKB48 27th 싱글 선발 총선거》에서는 17위로, 언더 걸즈가 되었다[2].
- 8월 24일, 《AKB48 in TOKYO DOME ~1830 m의 꿈~》 첫날 공연에서, JKT48로 이적하는 것이 발표되었다[3][4].
- 11월 1일, JKT48로 이적.
- 12월 26일, JKT48 극장 데뷔[5]. Twitter와 Facebook을 개시[6].

2013년
- 4월 28일, 일본무도관에서 개최된 《AKB48 그룹 임시총회 ~흑백 가려야 하지 않겠는가!~》의 최종일 밤 공연에서, AKB48 팀B를 겸임하는 것이 발표되었다[7].
- 5월부터 6월에 걸쳐 실시된 《AKB48 32nd 싱글 선발 총선거》에서는 20위로, 언더 걸즈에 선출되었다[8].

2014년
- 2월 24일, Zepp DiverCity에서 개최된 《AKB48 그룹 대조각 축제》에서, JKT48 팀J와의 겸임을 해제하는 것이 발표되었다[9].
- 3월 1일, 자신의 프로듀스에 의한 펫 패션 브랜드 〈Vivre by Cherie Sienne〉를 발표[10].
- 6월 5일부터 방송될 예정인 드라마 《SAVEPOINT》(TV 도쿄)로 드라마 첫 주연을 맡는다[11].
- 5월부터 6월에 걸쳐 실시된 《AKB48 37th 싱글 선발 총선거》에서는 26위로, 언더 걸즈에 선출되었다[12].

2015년
- 3월 26일, 사이타마 슈퍼 아레나에서 개최된 《AKB48 봄의 단독 콘서트 ~차기 총감독 아직 수행중~》에서, 팀K로 이동하는 것이 발표되었다.
- 5월부터 6월에 걸쳐 실시된 《AKB48 41st 싱글 선발 총선거》에서는 30위로, 언더 걸즈에 선출되었다.

2016년
- 5월 1일, AKB48를 졸업.

## 인물
- 3자매중 차녀. 언니는 전 Girl〈s〉ACTRY의 다카조 쥬이[13].
- 애완동물은 개를 기르고 있다. 이름은 스머프(통칭 후 짱), 마리(통칭 마 짱)로 2마리. 모두 치와와.
- 출생지는 사이타마현이지만, 그 후 7세까지 후쿠오카현 기타큐슈시 야하타니시구 쿠마니시에서 지낸 후, 도쿄 도내로 이동한다. 프로필상의 출신지는 〈도쿄 도〉이지만, 기타큐슈 출신이라고 하는 의식도 강하고, 과거 2회 발매된 이미지 작품은 모두 유년시절을 보낸 키타큐슈 시가 무대가 되고 있다[14].
- AKB48 극장 지배인인 토가사키 토모노부에게 하루에 7회(얼굴을 맞댈 때마다) 〈안녕하세요〉라고 했던 적이 있는 등의 에피소드가 있다[15].
- 매력 포인트는 오른쪽 눈 아래에 있는 점.
- 좋아하는 음식은, 우메보시[16]와 스시[17][18]. 제일 좋아하는 음료는 밀크티[19].
- 시력이 나쁘고, 자택 등에서는 평상시 안경을 착용하고 있다[20].
- 학교 공부는 서투르고, 고교 졸업까지 여동생에게 내용을 배우고 있었다[21]. 《주간 AKB》의 기말 테스트 기획[22]에서는, 최하위/18명(25점/300점)이었지만, 그 후의 불시 테스트에서는 5위/15명(125점/300점)이었다.
- 선단공포증으로, 자신의 손가락이라도 눈에 가까워지면 무섭다고 한다[23].
- 고교시절, 패밀리 레스토랑과 택배 피자점에서의 아르바이트 경험이 있다. 그러나, 부활동으로 바빠 곧바로 그만두었다.
- 동경의 존재는 모닝구무스메이며, 그 중에서도 고토 마키의 대 팬이었다[24].

### AKB48 관련
- 캐치프레이즈는, 〈녹차, 보리차, 우롱차, 그렇지만 역시~ 아키챠〉.
- 멤버에게는 〈아키챠〉, 후배 멤버에게는 〈아키챠 상〉이라고 불리고 있지만, 쿠라모치 아스카에게는 〈오타마루[25]〉라고 불리고 있다.
- AKB48 안에서 존경하는 멤버는, 타카하시 미나미, 시노다 마리코, 오오시마 유코[26].
- AKB48 안에서 제일 좋아하는 악곡은, 자신도 참가하고 있는 〈너가 좋으니까〉.
- AKB48 멤버가 참가하고 있는 소셜 네트워크 서비스·Google+에서는, 다른 멤버의 쓴 내용에 자주 코멘트를 남겼던 것에서, 키타하라 리에가 2011년 12월 12일에 〈코멘트 마스터 아키챠〉라고 했는데[27], 본인도 마음에 들어 해[28], 그 후, 마츠이 사키코가 Google+에서 다카조를 〈코멘트 마스터〉의 약칭 〈코메마스〉라고 부른 이후[29], Google+상에서 다카조=코메마스라는 약칭이 널리 알려지고, 마침내 본인도 Google+상에서는 스스로를 〈코메마스〉라고 부르게 되었다[30].

## AKB48·JKT48에서의 참가곡

### 싱글 CD 선발곡
AKB48 명의
- 〈言い訳Maybe 변명 Maybe〉에 수록
  - 飛べないアゲハチョウ / 날 수 없는 호랑나비 - 언더 걸즈 명의
- 〈RIVER〉에 수록
  - 君のことが好きだから / 너가 좋으니까
- 〈桜の栞 벚꽃 책갈피〉에 수록
  - 遠距離ポスター / 원거리 포스터 - 팀PB 명의
- ポニーテールとシュシュ / 포니테일과 슈슈
  - マジジョテッペンブルース / 마지여고 정상 블루스
- ヘビーローテーション / 헤비 로테이션
  - ラッキーセブン / 럭키 세븐
  - 野菜シスターズ / 야채 시스터즈 - 야채 시스터즈 명의
- Beginner
- チャンスの順番 / 찬스의 차례
  - 予約したクリスマス / 예약해둔 크리스마스
  - 胡桃とダイアローグ / 호두와 다이얼로그 - 팀A 명의
- 桜の木になろう / 벚나무가 되리
- 誰かのために -What can I do for someone?- / 누군가를 위해서-What can I do for someone?-
- Everyday、カチューシャ / Everyday, 카츄샤
  - これからWonderland / 지금부터 Wonderland
  - ヤンキーソウル / 양키 소울
- フライングゲット / 플라잉 겟
  - 青春と気づかないまま / 청춘이란 걸 깨닫지 못한 채
  - 野菜占い / 야채 점 - 야채 시스터즈 2011 명의
- 風は吹いている / 바람은 불고 있어
- 〈上からマリコ 위에서부터 마리코〉에 수록
  - ノエルの夜 / 노엘의 밤
  - 隣人は傷つかない / 이웃은 상처받지 않아 - 팀A 명의
- GIVE ME FIVE!
  - 羊飼いの旅 / 목동의 여행 - 스페셜 걸즈B 명의
- 真夏のSounds good ! / 한여름의 Sounds good !
  - ぐぐたすの空 / 구플의 하늘 - 구플 선발
- 〈ギンガムチェック 깅엄 체크〉에 수록
  - なんてボヘミアン / 난테 보헤미안 - 언더 걸즈 명의
- 〈永遠プレッシャー 영원 프레셔〉에 수록
  - とっておきクリスマス / 소중한 크리스마스
- さよならクロール / 안녕 크롤
- 〈恋するフォーチュンクッキー 사랑하는 포춘 쿠키〉에 수록
  - 愛の意味を考えてみた / 사랑의 의미를 생각해 보았다 - 언더 걸즈 명의
- 〈ハート・エレキ 하트 일렉트릭 기타〉에 수록
  - 快速と動体視力 / 쾌속과 동체 시력 - 언더 걸즈 명의
  - Tiny T-shirt - 팀B 명의
- 〈鈴懸の木の道で「君の微笑みを夢に見る」と言ってしまったら僕たちの関係はどう変わってしまうのか、僕なりに何日か考えた上でのやや気恥ずかしい結論のようなもの 플라타너스 나무가 서 있는 길에서 「네 미소가 꿈에 나왔어」라고 말해버린다면 우리들의 관계는 어떻게 변하는 걸까, 나 나름대로 며칠이고 생각해본 후의 조금 부끄러운 결론처럼〉에 수록
  - Mosh & Dive
- 〈前しか向かねえ 앞 밖에 보지 않아〉에 수록
  - 君の嘘を知っていた / 네 거짓말을 알고 있었어 - Beauty Giraffes 명의
- 〈ラブラドール･レトリバー 래브라도 리트리버〉에 수록
  - Bガーデン / B 가든 - 팀B 명의
- 〈心のプラカード 마음의 플래카드〉에 수록
  - 誰かが投げたボール / 누군가가 던진 볼 - 언더 걸즈 명의
- 〈希望的リフレイン 희망적 리프레인〉에 수록
  - 歌いたい / 노래하고 싶어 - 카틀레야조 명의
  - ロンリネスクラブ / 론리네스 클럽 - 팀B 명의
- 〈ハロウィン・ナイト 할로윈 나이트〉에 수록
  - さよならサーフボード / 안녕 서프보드 - 언더 걸즈 명의

JKT48 명의
- RIVER
  - Sakura no Shiori
  - Kimi ni Au Tabi Koi wo Suru
- 〈Yuuhi wo Miteiruka?〉에 수록
  - Nagai Hikari
- Fortune Cookie Yang Mencinta
  - First Rabbit
  - Fortune Cookie in Love - English Version -
- Manatsu no Sounds Good!
  - Manatsu no Sounds Good! – Summer Love Sounds Good!

### 앨범 CD 선발곡
AKB48 명의
- 《神曲たち 최고의 곡들》에 수록
  - Baby! Baby! Baby! Baby!
  - 君と虹と太陽と / 너와 무지개와 태양과
- 《SET LIST〜グレイテストソングス〜完全盤 SET LIST~그레이티스트 송즈~완전반》에 수록
  - あなたがいてくれたから / 당신이 있어주었기 때문에
- 《ここにいたこと 여기에 있던 것》에 수록
  - 少女たちよ / 소녀들이여
  - Overtake - 팀A 명의
  - 人魚のバカンス / 인어의 바캉스
  - ここにいたこと / 여기에 있던 것
- 《1830m》에 수록
  - いつか見た海の底 / 언젠가 본 바다의 밑바닥 - Up-and-coming girls 명의
  - 青空よ 寂しくないか? / 푸른 하늘이여 외롭지 않은가?
- 《次の足跡 다음 발자국》에 수록
  - After rain
  - イチニノサン / 어여차
  - 悲しき近距離恋愛 / 슬픈 근거리 연애 - 팀B 명의
- 《ここがロドスだ、ここで跳べ! 여기가 로도스다, 여기서 뛰어라!》에 수록
  - To goで / To go로 - 팀B 명의
  - 生き続ける / 계속 살아간다

JKT48 명의
- 《Heavy Rotation》에 수록
  - Oogoe Diamond
  - Gomenne, Summer

### 극장 공연 유닛곡
AKB48 명의
팀A 5th Stage 〈연애 금지 조례〉 공연 (극장 첫 출연)
- 黒い天使 / 검은 천사
- ハート型ウイルス / 하트형 바이러스※
※코지마 하루나의 유닛 언더

팀K 4th Stage 〈최종벨이 울린다〉 공연
- ※미야자와 사에의 전원곡 언더

팀K 5th Stage 〈거꾸로 오르기〉 공연
- 愛の色 / 사랑의 색

※미야자와 사에의 언더
THEATRE G-ROSSO 〈꿈을 죽게 할 수 없어〉 공연
- となりのバナナ / 옆의 바나나
※카사이 토모미·후지에 레이나·나카가와 하루카·이와사 미사키의 스탠바이
- 初めてのジェリービーンズ / 첫 젤리 빈즈
※미야자와 사에·후지에 레이나·나카야 사야카·스즈키 마리야의 스탠바이

팀A 6th Stage 〈목격자〉 공연
- 炎上路線 / 불타오르는 노선

우메다 팀B 웨이팅 공연
- 涙に沈む太陽 / 눈물에 잠기는 태양 (팀 서프라이즈 〈중력 심퍼시〉 공연 미야자와 사에 포지션)

팀B 6th Stage 〈파자마 드라이브〉 공연
- 鏡の中のジャンヌダルク / 거울 속의 잔 다르크

JKT48 명의
팀J 1st Stage 〈연애 금지 조례〉 공연
- Renai Kinshi Jourei

## 출연

### 정보 프로그램
- 히루오비! (2012년 4월 4일 ~ , TBS) - 〈히루오비! 날씨〉 담당, 부정기 출연

### 버라이어티 프로그램
- AKB0시59분! (2008년 7월 28일 ~ 8월 18일, 닛폰 TV)
- AKBINGO! (부정기 출연, 닛폰 TV)
- 스이엔사 (2009년 4월 28일·5월 5일·12일·2010년 1월 5일, NHK 교육)
- 주간AKB (부정기 출연, TV 도쿄)
- AKB48 네모우스 TV (패밀리 극장)
  - Season2 (2009년 7월 10일·17일<지난주의 영상만>·24일·9월 11일·18일)
  - Season3 (2009년 10월 9일·16일·11월 6일·13일)
  - 스페셜~겨울의 나라로부터 2010~ (2010년 3월 27일)
  - 스페셜~팀 대항! 봄 볼링 대회~ (2010년 4월 30일)
  - Season4 (2010년 7월 4일·11일)
  - 스페셜~오스트레일리아 수학 여행~ (2010년 9월 23일)
  - Season5 (2010년 10월 24일·31일·11월 21일·28일)
  - 스페셜~땀과 눈물의 스포츠 근성 축제~ (2010년 12월 25일)
- G.I.고로 (2010년 5월 10일 ~ 17일 ~ 24일, TBS)
- 아리요시 AKB 공화국 (2010년 5월 17일·24일·2011년 3월 17일·24일, TBS)
- AKB600sec. (2010년 7월 22일, 닛폰 TV)
- 나루호도! 하이스쿨 (2010년 5월 30일·10월 9일·2011년 4월 21일 ~ 2012년 3월 8일, 닛폰 TV)
- AKB와××! (2010년 12월 23일, 요미우리 TV)
- AKB-급 미식가 스타디움 (2011년 1월 9일, 음식과 여행의 후디즈 TV)
- AKB48 콩트 〈미묘~〉 (2011년 9월 29일 ~ 2012년 2월 23일 부정기 출연, 히카리 TV)
- AKB48의 구플민 (2012년 3월 1일 ~ 3월 29일, TV 도쿄)
- 가치가세 (2012년 4월 20일 ~ 2013년 2월 8일 부정기 출연, 닛폰 TV)
- 미묘~한 문 AKB48의 가치챠레 (2012년 8월 3일, 히카리 TV)
- AKB 자동차부 (2012년 4월 28일 ~ 9월 29일 부정기 출연, 후지 TV)
- 화요곡! (부정기 출연, TBS)
- AKB48의 너, 누구? (2012년 9월 6일·10월 31일, NOTTV)
- HaKaTa 백화점 (2012년 12월 16일, 닛폰 TV)
- 소셜 트립~스마트 1개로 세계에 뛰쳐 나가라~ (2013년 1월 13일 ~ 2013년 3월 31일,TV 도쿄) ※내레이션 담당으로서 단독 고정 출연
- AKB아기토끼도장 (부정기 출연, TV 도쿄)
- AKB 영상 센터 (2013년 6월 23일, 후지 TV)

### 텔레비전 드라마
- 마지스카 학원 (2010년 1월 8일 ~ 3월 26일, TV 도쿄) - 아키챠 역
- 마지스카 학원 2 제1 ~ 3·7·8·10화 - (2011년 4월 15일 ~ 29일·5월 27일·6월 3일·17일, TV 도쿄) - 아키챠 역
- 벚꽃으로부터의 편지 ~AKB48 각각의 졸업 이야기~ (닛폰 TV)
- SAVEPOINT (2014년 6월 5일 ~ 26일, TV 도쿄) - 주연·아키 역
- 카사네 (2015년 3월 3일 ~ , TV 도쿄) - 주연·카요이 역

### 라디오
- 프렌치 키스의 Kiss 라디!~당신에게의 YELL~ (2011년 10월 ~ 2013년 3월, TOKYO FM)
- AKB48 내일까지 좀 더. (부정기, 분카 방송)
- AKB48 오늘 밤은 돌아가지 않아… (2010년 9월 6일·13일, 분카 방송) - 사시하라 리노의 대리로서 출연.
- 주NIGHT! with AKB48 (부정기, bayfm)
- AKB48의 올나이트 닛폰 (부정기, 닛폰 방송)
- Wktk 라디오 학원 (부정기, NHK 라디오 제1방송)
- AKB48의 “우리의 이야기” (부정기, NHK-FM)
- 리슨? ~Live 4 Life~ (2013년 10월 24일·2014년 2월 27일, 분카 방송)
- 이모토의 WiFi presents 다카조 아키의 프라이데이 트립 (2014년 4월 4일 ~ , TOKYO FM)

#### Web 라디오
- AKB48 카시와기 유키와 다카조 아키의 올나이트 닛폰 모바일 (2010년 1월 20일 ~ )
- AKB48 다카조 아키의 올나이트 닛폰 모바일 (2010년 4월 9일 ~ )

### CM
- 오츠카 제약 《포카리 스웨트》 〈Love Letter 편〉 (인도네시아, 2012년 10월 27일 ~ )[31]

### 이벤트
- 도쿄유슌(일본 더비) (2012년 5월 27일, 도쿄 경마장) - 시노다 마리코, 타카하시 미나미와 함께 방송 사회자로서
- 돗토리 마라톤 2014 (2014년 3월 16일, 돗토리시 돗토리 사구 오아시스 광장→돗토리 현청)

## 서적

### 잡지·신문 연재
- 월간 AKB48 그룹 신문 (2013년 2월 15일 ~ , 닛칸 스포츠 신문사·닛칸 스포츠 신문 서일본·홋카이도 닛칸 스포츠 신문사) - 2013년 2월호부터 〈자카르타 일기〉를 나카가와 하루카와 공동 연재.

### 사진집·캘린더
- B.L.T.U-17 vol.9 sizzleful girl 2009 winter (2009년 2월 5일, 도쿄 뉴스 통신사)
- B.L.T.U-17 Vol.11 sizzleful girl 2009 summer (2009년 8월 5일, 도쿄 뉴스 통신사)
- 다카조 아키 2012년 캘린더 (2011년 11월 19일, 하고로모)
- 다카조 아키 2012 TOKYO 데이트 캘린더 (2011년 11월 29일, 하고로모)
- 탁상 다카조 아키 2013년 캘린더 (2012년 12월 7일, 하고로모)
- 탁상 다카조 아키 2014년 캘린더 (2013년 12월 6일, 하고로모)